# Прямий вивід
Прямий вивід є одним із двох основних методів міркування при використанні правил виводу (в галузі штучного інтелекту) і можуть бути описані логічно, як повторне застосування modus ponens. Прямий вивід -  популярна стратегія міркування експертних систем, системи правил для бізнесу і виробництва. Протилежним до методу  прямого виводу є метод зворотного виводу.
Метод прямого виводу починає з наявних даних і використовує правила виводу для отримання додаткових даних (наприклад, з користувача), доки мета не буде досягнута. Механізм логічного виводу, що використовує прямий вивід, шукає серед правил виводу перше правило, у якого антецедант (частина якщо) набув логічного значення "істина". Якщо таке правило знайдено, то можна перейти до виводу його висновку (частина тоді) і додавання нової інформації до даних механізму виводу.
Механізм виводу буде ітераційно повторювати цей процес, доки мета не буде досягнута.
Наприклад, метою є визначення кольору тварини, яка квакає і їсть мух. База правил виводу містить наступні чотири правила:
1. Якщо X квакає і їсть мух - Тоді X - це жаба
2. Якщо X щебече і співає - Тоді X - це канарка
3. Якщо X - жаба - Тоді X має зелений колір
4. Якщо X - канарка - Тоді X має жовтий колір

По базі правил виводу буде здійснено пошук, буде вибрано правило №1, бо його антецедант (Якщо тварина квакає і їсть мух) відповідає нашим даним. Тепер висновок (Тоді X - це жаба) додається до даних. По базі правил виводу  знову здійснюється пошук, цього разу механізм обере правило №3, тому що його антецедант (Якщо тварина - жаба) відповідає даними, які були щойно додані. Тепер новий висновок (Тоді тварина має зелений колір) додається до наших даних. Більше нічого не можна вивести з цих даних, але ми вже досягли своїх цілей визначення кольору тварини.
Оскільки саме дані визначають, які правила будуть вибирані і використані, цей метод відноситься до методів керованих даними, на відміну від зворотного виводу, що відноситься до методів, керованих метою. Прямий вивід часто використовується в експертних системах, таких як CLIPS.
Однією з переваг методу прямого виводу над зворотнім є те, що прийом нових даних може призвести до отримання нових висновків. Це робить механізм виводу краще пристосованим до динамічних ситуацій, в яких умови, швидше за все, зміняться.